# Chant III du Paradis
Le Chant III du Paradis est le troisième chant du Paradis de la  Divine Comédie du poète florentin Dante Alighieri. Il se déroule dans le ciel de la Lune où se trouvent ceux qui n'ont pas exaucé leurs promesses, dans l'après-midi du 13 avril 1300 ou du 30 mars 1300.

## Thèmes et contenus
- Première Apparition des bienheux : versets 1 à 33.
- Piccarda Donati : versets 34 à 57.
- Les Degrés de béatitude : versets 58 à 87.
- La rRpture des vœux : versets 88 à 108.
- Constance de Hauteville : versets 109 à 130.

### Première apparition des bienheux: versets 1 - 33
Dante lève la tête pour déclarer à Béatrice qu'il a été convaincu par son explication sur les taches lunaires, quand une vision apparaît et attire toute son attention. Ce sont des visages humains aux contours évanescents, comme s'ils se reflétaient dans un verre propre ou dans une eau claire, de sorte que les traits se détachent faiblement comme les contours d'une perle sur un front blanc. Dante, commettant l'erreur inverse de celle de Narcisse, croit qu'il s'agit bien d'images réfléchies, et se tourne pour voir les âmes ; mais il n'y a rien derrière lui, et il se tourne vers Béatrice. Elle lui précise en souriant qu'il voit en fait des âmes, assignées à ce paradis pour avoir brisé leurs vœux. Elle l'invite ensuite à leur parler avec confiance.

### Piccarda Donati: versets 34 - 57.
Dante, se tournant vers l'âme qui semble la plus disposée à converser, lui demande qui elle est, quelle est sa condition et celle des autres âmes. Elle répond promptement, en souriant, que leur charité, à l'exemple de la charité divine, incite les âmes à accepter volontiers les justes demandes. Elle dit avoir été, dans sa vie terrestre, une nonne et fait appel à la mémoire de Dante pour que, malgré sa nouvelle beauté, il la reconnaisse comme Piccarda, placée avec d'autres bienheureux dans le ciel de la Lune. Toutes les âmes au paradis, explique-t-elle, sont bénies en qu'elles correspondent à l'ordre voulu par Dieu ; celles qui sont ici ont ce sort parce qu'elles n'ont pas respecté leurs vœux.

### Les degrés de la béatitude: versets 58 - 90.
Le poète explique qu'il y a quelque chose de divin dans l'apparence des âmes qu'il n'a pas pu reconnaître immédiatement ; il demande ensuite si les âmes ont le désir d'une condition supérieure. Piccarda explique que la volonté des âmes est accomplie par la vertu de charité, qui les amène à ne désirer que ce qu'elles ont, sinon, il y aurait un contraste entre la volonté des âmes et la volonté de Dieu, ce qui est impossible au Paradis, comme Dante peut le comprendre, il est essentiel pour la béatitude que les volontés individuelles se conforment à la volonté de Dieu et la disposition des bienheureux dans les différents cieux répond à un jugement supérieur qui est partagé par toutes les âmes. Dieu est donc cette « mer » vers laquelle s'oriente tout être créé par Lui ou généré par la nature. Dante affirme sa compréhension que le Paradis est une félicité parfaite dans toutes ses parties.

### La rupture des vœux: versets 91 - 108.
Dante exprime maintenant un nouveau doute, concernant le vœu laissé inachevé par Piccarda, métaphoriquement, une toile de tissage inachevée. Elle raconte être entrée très jeune dans l'ordre fondé par Sainte Claire, s'engageant à la fidélité jusqu'à la mort. Son frère, cependant, l'a retirée de force du couvent, l'obligeant à mener une autre vie, qu'elle ne fait qu'entrevoir avec souffrance (verset 108).

### Constance de Hauteville: versets 109 - 130.

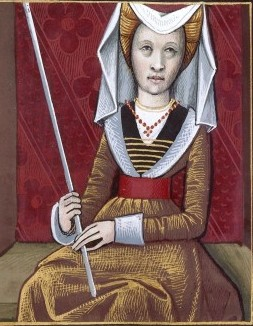
Constance de Hauteville.

Piccarda poursuit en expliquant que dans la même condition se trouvait celle qui, à ses côtés, brille de lumière. Elle aussi a été contrainte de retourner à la vie mondaine, mais elle est toujours restée fidèle dans son cœur au vœu qu'elle avait fait. Elle est l'âme de Constance de Hauteville, épouse de l'empereur Henri VI de Souabe et mère de Frédéric II.
Piccarda s'éloigne alors en chantant Ave Maria et disparaît comme un corps lourd qui s'enfonce dans une eau glauque. Dante essaie de la suivre du regard autant que possible, puis se tourne vers Béatrice, mais celle-ci l'éblouit par sa splendeur et l'incite à retarder sa question.

## Analyse
Dans ce chant, Dante rencontre pour la première fois les âmes bénies du paradis. Celles-ci, comme toutes celles qu'il rencontrera par la suite, n'ont pas leur demeure éternelle dans les cieux, mais dans l'Empyrée. Elles se dirigent vers Dante, avec un geste de charité, dans les cieux correspondant à la vertu par laquelle elles sont caractérisés. Dans les cieux de la Lune, il y a des âmes de personnes qui ont prononcé des vœux religieux sur terre, mais qui n'y sont pas restées fidèles par la faute d'autres personnes.
Les visages des âmes sont à peine reconnaissables, car les traits sont évanescents « comme des visages reflétés sur un verre ou dans l'eau, ou comme une perle sur un front blanc », tandis que dans les cieux ultérieurs, les âmes sont tellement entourées de lumière que leurs visages sont cachés.
Dante se tourne vers l'âme dont l'attitude semble l'inviter à parler et celle-ci lui révèle en souriant son identité : c'est une jeune Florentine, de la famille Donati, bien connue de Dante. Ce n'est donc pas un personnage d'importance historique ou religieuse, mais plutôt une personne inconnue en dehors de son environnement familial et citadin qui lui exprime un accueil affectueux et rassurant.
À côté d'elle se trouve une autre âme, appartenant plutôt dans la sphère des personnages historiques, à savoir Constance d'Hauteville, épouse et mère d'empereurs. La différence de condition terrestre est cependant surmontée par l'analogie de l'expérience spirituelle, au point que Piccarda déclare : «  Ce que je dis de moi, elle le pense d'elle-même » (verset 112). Costance ne parle pas et laisse Piccarda non seulement résumer son histoire mais interpréter ses sentiments (verset 117) avec le langage délicat et allusif qu'elle utilisait pour parler d'elle-même.
Les motifs autobiographiques sont abordés de manière légère, tandis qu'une place plus importante est accordée au thème plus général de la manière dont les bienheureux vivent leur condition différente, c'est-à-dire leur proximité plus ou moins grande avec Dieu. Les mots de Piccarda montrent clairement comment « au ciel est le paradis  » (versets 88-89), puisque le paradis, c'est-à-dire le bonheur éternel, consiste en la pleine adhésion des volontés des individus à la volonté de Dieu, qui est parfaitement juste.  C'est la « mer » vers laquelle se dirige toute la réalité créée et en elle tout désir est apaisé (E 'n la sua volontade è nostra pace, verset 85).